# Хусейн ибн Насер
Хусейн ибн Насер (араб. حسين بن ناصر‎;
30 ноября 1902 — 1 мая 1982) — хашимитский принц, премьер-министр Иордании с 21 апреля 1963 по 6 июля 1964 года и с 4 марта по 23 апреля 1967 года.
Сын Насера ибн Али аль-Хашими (1863—1925) — младшего брата будущего короля Хиджаза Хусейна ибн Али.
После окончания юридического колледжа в Стамбуле поступил на иракскую государственную службу. Личный секретарь своего двоюродного брата короля Фейсала I (1929—1935), иракский атташе в Анкаре (1935—1938), помощник начальника протокола Министерства иностранных дел (1938—1942),  Генеральный консул в Иерусалиме (1946—1948).
В 1948 году перешёл на иорданскую службу. Чрезвычайный и полномочный посол в Турции (1949—1950), Полномочный министр в Париже (1950—1951), Посол в Испании (1953—1961),  Министр королевского двора (1963—1964), Премьер-министр (1963—1964 и 1967), Сенатор Королевства Иордания (1963—1964, 1969—1974).
Получил от своего двоюродного брата короля Абдаллы личный титул принца (амир) с титулованием Высочество.
В 1943 году женился на своей двоюродной племяннице — принцессе Мукбале (1921—2001), третьей дочери короля Абдаллы. В 1947 году родился сын Зайд.

## Награды
Был удостоен многих наград разных стран. Среди прочих:
- Большой крест британского Королевского Викторианского ордена (19.7.1966),
- Большая звезда (специального класса) иорданского ордена Возрождения,
- Большая лента ордена Независимости (Иордания),
- Большая лента ордена Звезды Иордании,
- Большой крест испанского ордена Изабеллы Католички (12.12.1961),
- Большой крест испанского орден Гражданских заслуг (3.6.1955),
- Большой крест ордена Христа (Португалия),
- Большой крест ордена «За заслуги перед Итальянской Республикой» (31.8.1963),
- Большой крест ордена Георга I (Греция),
- Большая лента ливанского ордена Кедра,
- иракский орден Междуречья 1-го класса.